# Larry Jones
Larry Jones (ur. 22 września 1942 w Columbus, zm. 16 sierpnia 2025) – amerykański koszykarz, występujący na pozycji obrońcy, występujący w ligach NBA oraz ABA. Uczestnik spotkań gwiazd ABA, wybierany do składów najlepszych zawodników tej ligi. Po zakończeniu kariery zawodniczej trener koszykarski.
Po zdaniu matury w 1960 podjął studia na  University of Toledo. Był liderem strzeleckim Mid-American Conference przez 3 lata, zaliczano go również do składów All-American. W jednym ze spotkań zanotował 35 punktów, ze złamanym nadgarstkiem. 
Po ukończeniu uczelni w 1964 przystąpił w draftu NBA, w którym to został wybrany z numerem 20 przez klub Philadelphia 76ers. Niestety nie odgrywał zbyt znaczącej roli w zespole pełnym gwiazd. Dlatego też zdecydował się opuścić NBA i przez kolejne dwa sezony szlifował swój warsztat koszykarski w lidze EBL. Następnie podpisał umowę z drużyną Denver Rockets, występującą w ABA.
W swoim drugim sezonie (1968/1969) ustanowił 2 rekordy ABA. Zanotował 30 lub więcej punktów w 23 spotkaniach z rzędu, w barwach Denver Rockets. Został też pierwszym zawodnikiem w historii ligi, który zakończył sezon zasadniczy z dorobkiem ponad 2000 zdobytych punktów (2133), co zaowocowało w rezultacie zdobyciem tytułu króla strzelców, ze średnią 28,4 punktu.  
W sezonie 1970/71 stworzył wraz z Calvinem najlepiej punktujący duet obrońców w historii ówczesnej koszykówki. Jako zawodnicy The Floridians notowali wspólnie średnio 51,5 punktu na mecz. 
Karierę zakończył tam, gdzie ją rozpoczął, czyli w barwach Philadelphia 76ers. Podczas występów w NBA oraz ABA rozegrał łącznie 551 spotkań, podczas których uzyskał 10505 punktów (19,1), 2725 zbiórek (4,9) oraz 2030 asyst (3,7).

## Osiągnięcia

### ABA
- 4-krotny uczestnik ABA All-Star Game (1968–1971)[2][5]
- Uczestnik NBA vs ABA All-Star Game (1971)[6]
- 3-krotnie zaliczany do All-ABA First Team (1968–70)
- Lider strzelców ABA (1969 - 28,4)[4]